# Kazuki Akane
Kazuki Akane (赤根 和樹, Akane Kazuki) (nascut el 24 de març de 1962 a Osaka, Prefectura d'Osaka) és un director d’animació japonesa. Fins a principis dels anys 2000, va ser membre del personal de l'estudi d'anime Sunrise, on va col·laborar amb Shoji Kawamori per dirigir la seva obra més famosa, Escaflowne. Des d'aleshores, va treballar àmpliament amb Satelight (i ocasionalment de nou amb Kawamori, que és el director executiu de l'estudi) abans de tornar a ser independent per dirigir la sèrie de televisió Birdy the Mighty, entre altres projectes.

## Llista d'obres
- Mobile Suit Gundam ZZ (sèrie 1986–1987) - Director de producció (nombrosos episodis)
- Mobile Suit Gundam: Char's Counterattack pel·lícula (1988) - Director de producció
- Jushin Liger sèrie (1989–1990) - Director d’episodi
- Dragon Quest sèrie (1989–1991) - Storyboard Artist (episodi 17)
- Future GPX Cyber Formula sèrie (1991) - Storyboard Artist, Director d'unitat
- Mobile Suit Gundam F91 movie (1991) - Director ajudant
- Mobile Suit Gundam 0083: Stardust Memory OVA sèrie (1991–1992) - Director d'unitat
- Dirty Pair Flash: Mission III OVA sèrie (1995–1996) - Storyboard Artist (episodi 2)
- Escaflowne sèrie (1996) - Director, Storyboard Artist (nombrosos episodis), Director d'unitat (episodi 24)
- Cowboy Bebop sèrie (1998–1999) - Storyboard Artist (episodi 3)
- Turn A Gundam sèrie (1999–2000) - Storyboard Artist
- Escaflowne: A Girl in Gaea movie (2000) - Director, Script (amb Ryota Yamaguchi)
- Geneshaft sèrie (2001) - Director, Storyboard Artist, Planificador
- Heat Guy J sèrie (2002–2003) - Original Creator, Director, Guionista, Storyboard Artist, Planificador
- Samurai Champloo sèrie (2004–2005) - Storyboard Artist
- Genesis of Aquarion sèrie (2005) - Storyboard Artist (episodi 2)
- Noein sèrie (2005) - Original Creator, Director, Series Composition, Script (episodis 1, 2, 16), episodi Director (episodi 24), Storyboard Artist (crèdits d’obertura, 1, 2, 16, 24)
- Ergo Proxy sèrie (2006) - Storyboard Artist (episodi 20)
- Birdy the Mighty Decode sèrie (2008), Director
- Code Geass: Akito the Exiled (2012–2016) - Director, Script
- Stars Align (2019), Director[3]